# حشو أمعاء
حشو الأمعاء (بالإنجليزية: Gut loading) هي العملية التي يتم من خلالها تربية فريسة لإحدى الحيوانات وتغذيتها بـ الأطعمة المغذية بهدف تمرير هذه المواد المغذية إلى الحيوان المخصص له هذه الفريسة. ويُستخدم هذا المصطلح في معظم الأحيان في إشارة إلى إعداد الحشرات، مثل صراصير الليل وديدان الوجبات (يرقانة من عدة أنواع من الخنافس)، أو الفئران التي تُستخدم كطعام لـ الحيوانات الأليفة من الزواحف. والحشرات التي تتم تربيتها تجاريًا لتجارة الحيوانات الأليفة هي في حد ذاتها ذات قيمة غذائية قليلة. ومن خلال تزويد الفرائس بنظام غذائي عالي الجودة قبل تناولها للطعام مباشرة، فإنها تصبح وجبة غذائية أكبر للمفترس.
ويمكن تحقيق حشو الأمعاء عن طريق توفير الفواكه والخضروات والحبوب أو نظام غذائي مصنع من المواد الغذائية كليًا. وتتوفر العديد من المنتجات التجارية وتكون معدة خصيصًا لحشو الأمعاء. وغالبًا ما تحتوي هذه المنتجات على مجموعات متنوعة من الكربوهيدرات والدهون والبروتينات والفيتامينات والمعادن والألياف الغذائية.

## أهمية حشو الأمعاء
يُعتبر حشو الأمعاء هامًا للغاية إذا كان المصدر الرئيس للتغذية من الحشرات، لا سيما صراصير الليل. ولأن صراصير الليل هي أقل في القيمة الغذائية من الحشرات الشائعة الأخرى مثل ديدان الوجبات وديدان الشمع. وتحتوي الحشرات اليرقانية على قدر من البروتين والطاقة القابلة للهضم أكبر من كبار الحشرات . علاوة على ذلك، عندما تتغذى الأمعاء على اليرقانات فإنها ستحصل على المواد الغذائية اللازمة للتخدر سريعًا وبالتالي لن تبقى طويلاً.
ويُعتبر حشو الأمعاء أقل أهمية عند استخدام الحيونات مثل الفئران كفرائس. وهذا لأن كمية كبيرة من الطاقة القابلة للهضم وغيرها من المواد المغذية الأخرى التي تتمتع بها الثدييات في أنسجتها. ويعد حشو الأمعاء من الممارسات الأقل شيوعًا عند تغذية القوارض، لأنه يُفضل عادة تغذية الفريسة قبل القتل من المتاجر لحماية المفترس من التعرض للعض.

## الطرق
يهدف حشو الأمعاء لزيادة تغذية جسم الفريسة وملء الجهاز الهضمي للفريسة بالمواد المغذية. وكما يشير المصطلح، عادة ما يُعتبر حشو الأمعاء وسيلة لإدخال المواد المغذية الرئيسة إلى الزواحف عبر ابتلاع الجهاز الهضمي للفريسة. وتُعتبر طريقتا امتصاص المغذيات هامتين نظرًا لقدرة الفريسة على معالجة المواد الغذائية وتحويلها إلى شكل قابل للهضم لفائدة المفترس. على سبيل المثال، يمكن لمعظم الفرائس هضم الكربوهيدرات المعقدة وتحويلها إلى أشكال من الطاقة الغذائية التي يمكن للمفترس استخدامها. ومع ذلك، ليس من الضروري هضم مواد غذائية مثل الكالسيوم من قِبل الفريسة قبل موتها حتى تكون متاحة للمفترس.